# Борисов, Андрей Игоревич
Андре́й И́горевич Бори́сов (23 мая 1958, Москва) — музыкальный критик, продюсер, радиоведущий. Является президентом ассоциации «Экзотика». Был организатором арт-видео фестивалей «Экзотика» в начале 90-х.

## Биография
Родился 23 мая 1958 года, Москве. С середины 80-х был известен в широких кругах российских (тогда советских) меломанов. Во время перестройки Андрей вынужденно увлекается концертной деятельностью — ездит по стране с московскими рок-группами.
В июне 1991 команда Борисова начала работу на РТР в музыкальном отделе под руководством крестного отца «Экзотики» Артемия Троицкого — в рамках объединения «Артель», которое возглавлял Виктор Крюков.
Но уже в ноябре коллектив единомышленников (Андрей Борисов, Ирина Варламова, Дмитрий Великанов, Денис Ларионов, Елена Петрова) покинул «Программу „А“» и занялся созданием собственных программ «Экзотика» и «Виниловые джунгли» и выпуском журнала посвященному альтернативной музыке (всего было выпущено два номера журнала).
В декабре 1992 года на Радио России выходит авторская передача о свежей музыке Андрея Борисова «Экзотика». Примерно в это же время там появляется передача «Музыка без слов» и программа «Альтернативная музыка для танцев» (ведущая Елена Петрова, последний выпуск которой был в 1995 г.).
Первый фестиваль «Экзотика» состоялся осенью 1992 года в Ижевске и далее каждую осень: 1993 г. — Калининград, 1994 г. — Сочи, 1995 г. — Санкт-Петербург. В 1996 году прошёл последний фестиваль.
В 1996 году Андрей Борисов — глава лейбла «Экзотика».
В 2003 (неточная дата) году начинает заниматься продюсированием ВиА Гагарин.
7 мая 2009 на «Радио Культура» выходит первый выпуск передачи Прошедшее совершенное с Борисовым.
В 2013 году официальный сайт лейбла «Экзотика» закрылся. Его место занял сайт с информацией о концертах, который не имеет отношения к Андрею Борисову.